# Oberstein (Adelsgeschlecht)

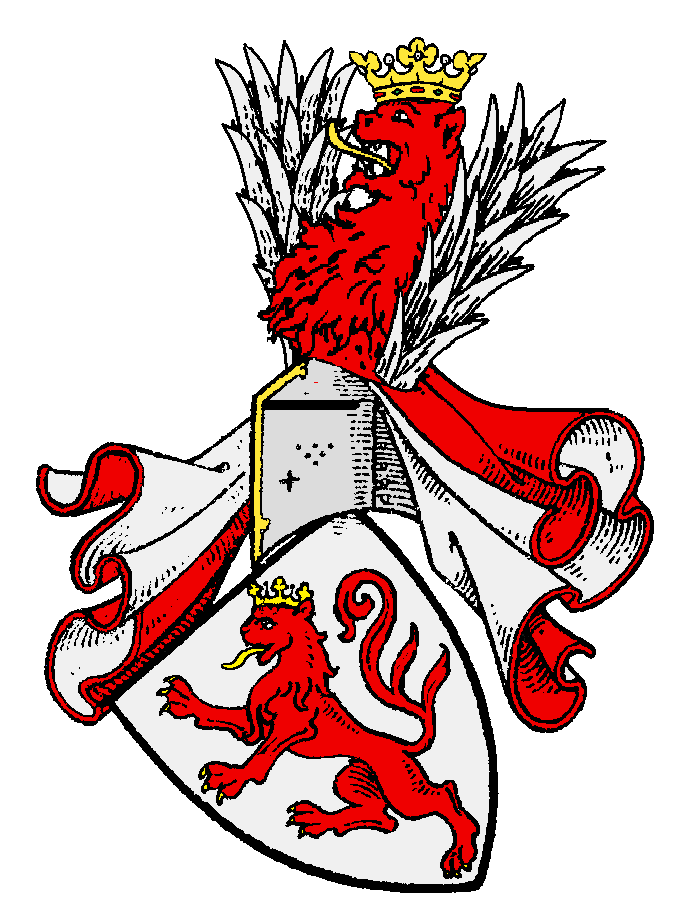
Stammwappen derer von Oberstein

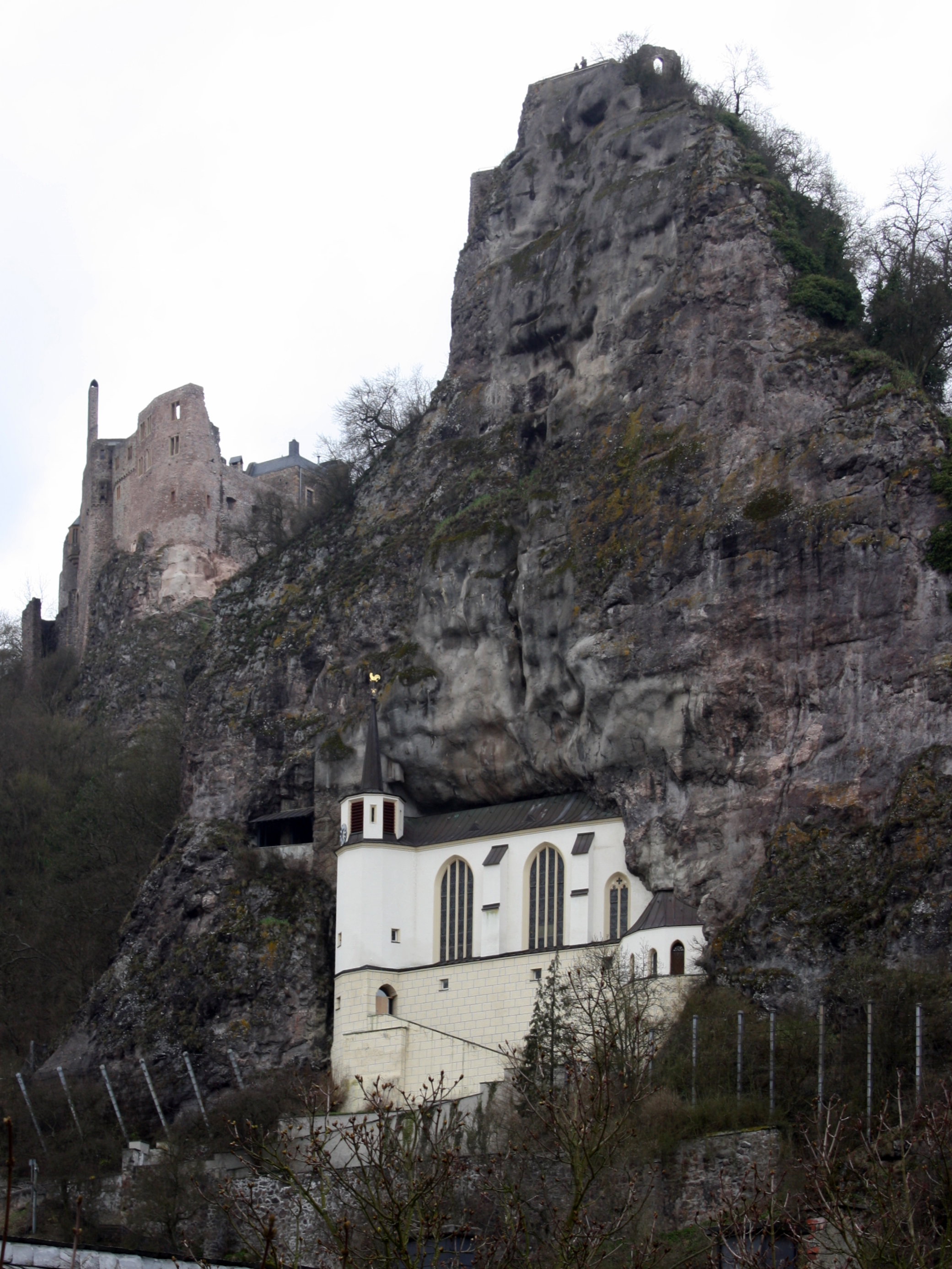
Die Felsenkirche Idar-Oberstein; rechts darüber Burg Bosselstein, links Schloss Oberstein

Die Herren von Oberstein waren ein Zweig des Adelsgeschlechtes der Stein in Idar-Oberstein im heutigen Rheinland-Pfalz, der Ende des 17. Jahrhunderts ausstarb.

## Familiengeschichte
Die Voreltern der Herren von Oberstein und ihrer Daun-Obersteiner Verwandten nannten sich „von Stein“ oder „vom Stein“, lateinisch de Petra bzw. de Lapide, und stammten aus dem Bereich der heutigen Stadt Idar-Oberstein. Als ältester Sitz wird eine Höhlenburg am Platz der heutigen Felsenkirche (Idar-Oberstein) angenommen. Erster urkundlich erwähnter Angehöriger ist Everhardus de Steina, 1075. Kurz vor 1200 entstand oberhalb der Höhlenburg die neue Burg Bosselstein, die damals allerdings noch Burg Stein genannt wurde. Im Jahre 1197 trugen die Brüder Eberhard de Petra und Werner de Petra ihre Burg Stein dem Erzbischof Johann I. von Trier zu Lehen auf.
Mit diesen Brüdern beginnt die Trennung der Familie in zwei Linien. Ein Enkel des genannten Eberhard de Petra, Eberhard junior, verheiratete sich um 1245 mit Juliane, der Erbtochter Wirichs von Daun. Beider Sohn Wirich I. (genannt 1261–1301) erbte über seine Mutter die Dauner Anteile an den Burgen Nanstein und Wilenstein, über seinen Vater bzw. über seinen Neffen Anteile an der Burg Stein. Er war vermählt mit Kunigunde Raugräfin zu Neuenbaumberg († 25. Februar 1307). Wirich I. und Kunigunde sind die Stammeltern der später dominierenden „Herren von Daun-Oberstein“, die das Dauner Gitter im Wappen führten.
Die Nachkommen des anderen Bruders Werner de Petra bilden die andere Hauptlinie der „Herren von Oberstein“. Ihr Wappen zeigt einen schreitenden, gekrönten Löwen in rot, auf silbernem Grund.
Die Herren von Oberstein lagen in fortwährenden Streitigkeiten mit den Daun-Obersteiner Verwandten. In diesem Zusammenhang wurde in Rufweite der Burg Stein um 1320 ein neues festes Haus erbaut, das später so genannte Schloss Oberstein. Die alte Burg Stein, die zwischenzeitlich ebenfalls Oberstein hieß, wird heute zur begrifflichen Unterscheidung Burg Bosselstein genannt, nach der im 14. Jahrhundert erloschenen Seitenlinie der „Bossel vom Stein“.
Die Herren von Oberstein konnten Besitzungen in Odenbach am Glan und in Offstein bei Worms erwerben. Nach einer 1364 erfolgten Besitzteilung zwischen den Brüdern Syfried und Andreas spalteten sich die Herren von Oberstein nochmals in eine Gundheimer sowie eine Kredenburger Linie zu Alsterweiler und gaben schließlich 1435 ihre Stammburg Bosselstein auf, wodurch die Daun-Obersteiner alleinige Besitzer der Herrschaft Oberstein wurden. Andreas’ Nachkommen schufen sich auf Burg Wildenstein am Donnersberg sowie in Gundheim und auf der Kredenburg bei Neustadt neue Wohnsitze und kleine Herrschaften.

### Kredenburger Linie
Die Kredenburger Linie zu Alsterweiler starb 1602 im Mannesstamm aus. An der kath. Pfarrkirche von Maikammer haben sich aufwändige Grabmäler des Familienzweiges aus dem 16. Jahrhundert erhalten. Von ihrem Sitz, der Kredenburg, gibt es nur noch geringste Reste, u. a. einen Wappenstein des Viax von Oberstein aus dem Jahr 1548. Aus diesem Zweig stammten der Mainzer Domdekan Richard von Oberstein († 1487) und sein Bruder, der Speyerer Archidiakon Andreas von Oberstein († 1450).

### Gundheimer Linie

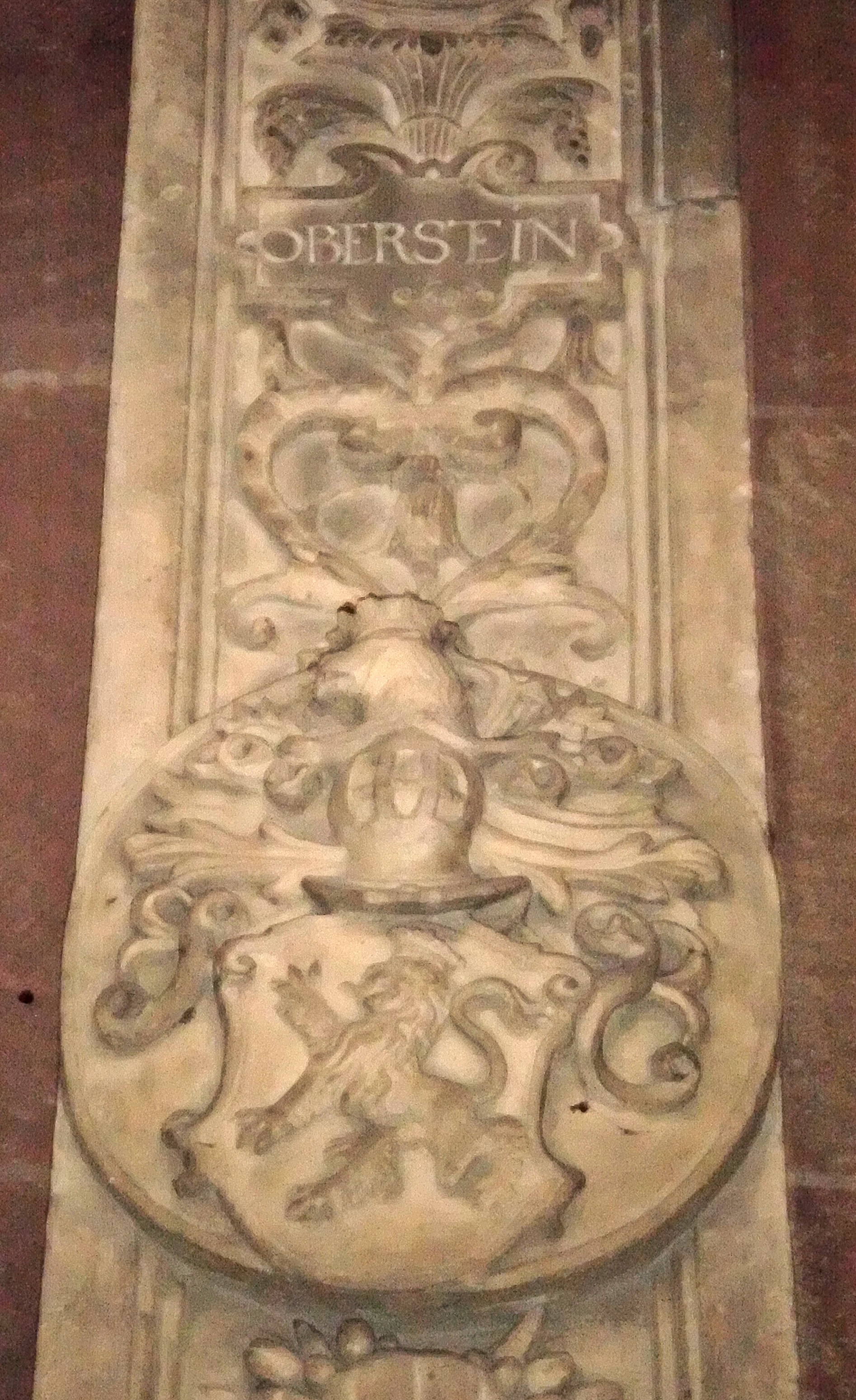
Obersteiner Wappen vom Grabmal des Domherrn Eberhard von Heppenheim genannt vom Saal († 1559), im Wormser Dom

Die Gundheimer Linie saß auf der Burg Gundheim, von der ebenfalls nur noch geringe Reste existieren. Dieser Zweig erlosch 1683 mit Wolf-Ernst von Oberstein, Domherr zu Mainz, Worms, Speyer und Würzburg. Die Familie war schon vor 1405 in Gundheim ansässig. In jenem Jahr belehnte König Ruprecht den Syfried vom Stein mit der Reichsburg Gundheim und seinen Anteilen am Dorf. Die Familie baute diesen Besitz in den folgenden Generationen noch aus, so dass sie zur dominierenden Kraft im Ort wurde und diese Stellung bis zu ihrem Aussterben behielt. Rosine, die Schwester des Domherrn Wolf Ernst hatte 1650 Georg Philipp von Greiffenklau geheiratet. Deren Sohn Johann Erwein von Greiffenklau wurde am 3. Dezember 1699, im Rahmen der Erbfolge, von Kurfürst Johann Wilhelm mit den bisher Obersteinischen Gütern zu Gundheim belehnt. Kaiser Leopold I. bestätigte dies und Gundheim blieb bei der Familie Greiffenklau bis zum Ende der Feudalzeit. Ein stark verwitterter Wappen-Grabstein bei der kath. Kirche und ein ebenfalls teilweise verwitterter und falsch bemalter Allianzwappenstein von 1506 sind die erhaltenen Obersteiner Relikte in Gundheim. Der bedeutende Speyerer Domdekan Andreas von Oberstein (1533–1603) entstammte dem Gundheimer Zweig des Geschlechtes. Diesem Familienteil gehörte auch die Ortsherrschaft in Steinbach am Donnersberg, wohin die Ritter Siegfried und Johannes von Oberstein ein Marienbild stifteten und 1450 bis 1452 die dortige Dorfkirche erbauen ließen. Hier weist eine gotische Gedenkinschrift auf die Stiftung und den daraus resultierenden Neubau hin.

## Wappen
In Silber ein golden gekrönter roter Löwe. Auf dem Helm mit rot-silbernen Decken als Helmzier ein roter, golden gekrönter Löwenrumpf wachsend zwischen zwei silbernen Federstößen.

### Historische Wappendarstellungen

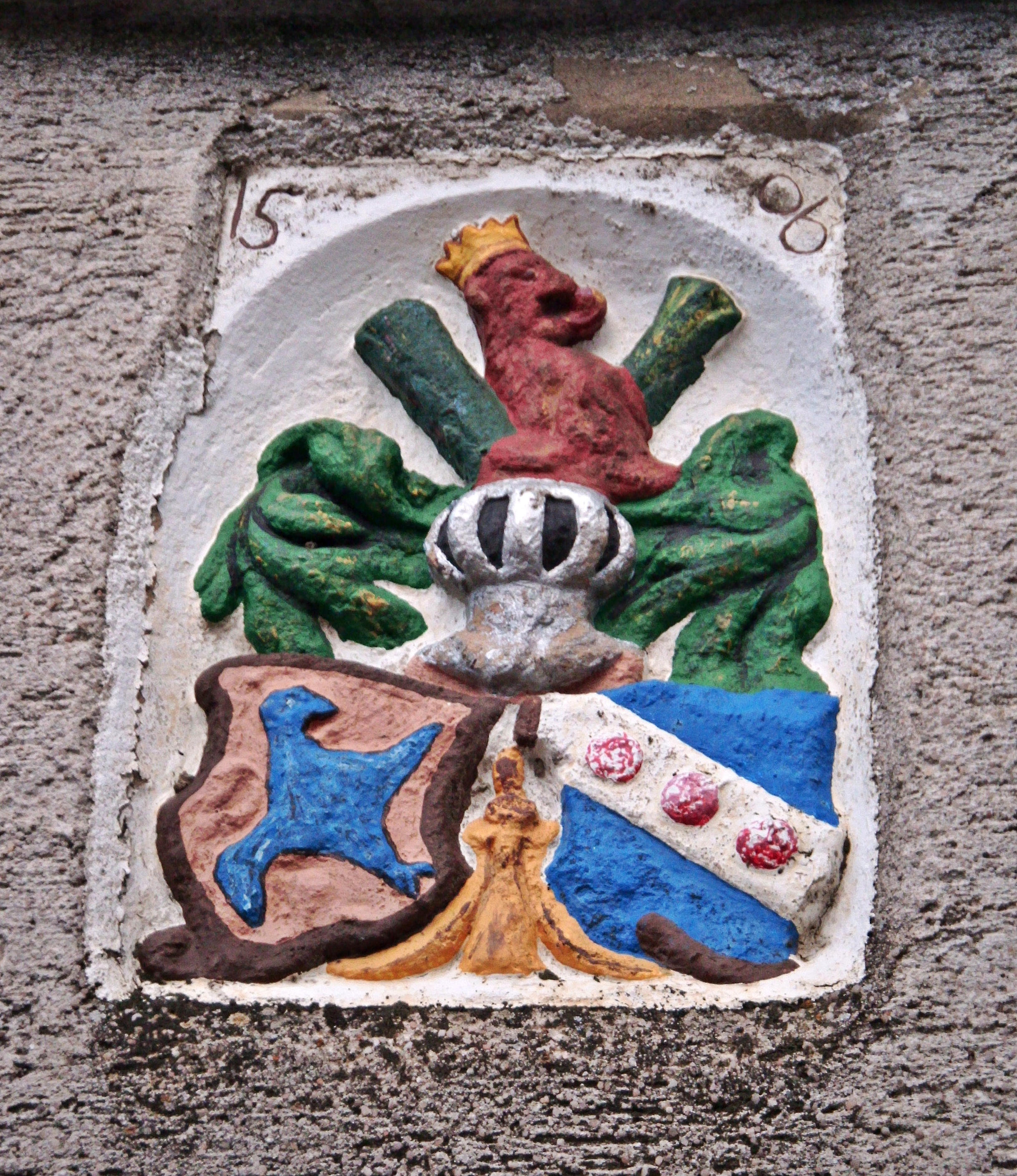
Wappenstein, Oberstein (links), Schliederer von Lachen (rechts), 1506 (teils verwittert und falsch bemalt), Gundheim, Hauptstraße 29
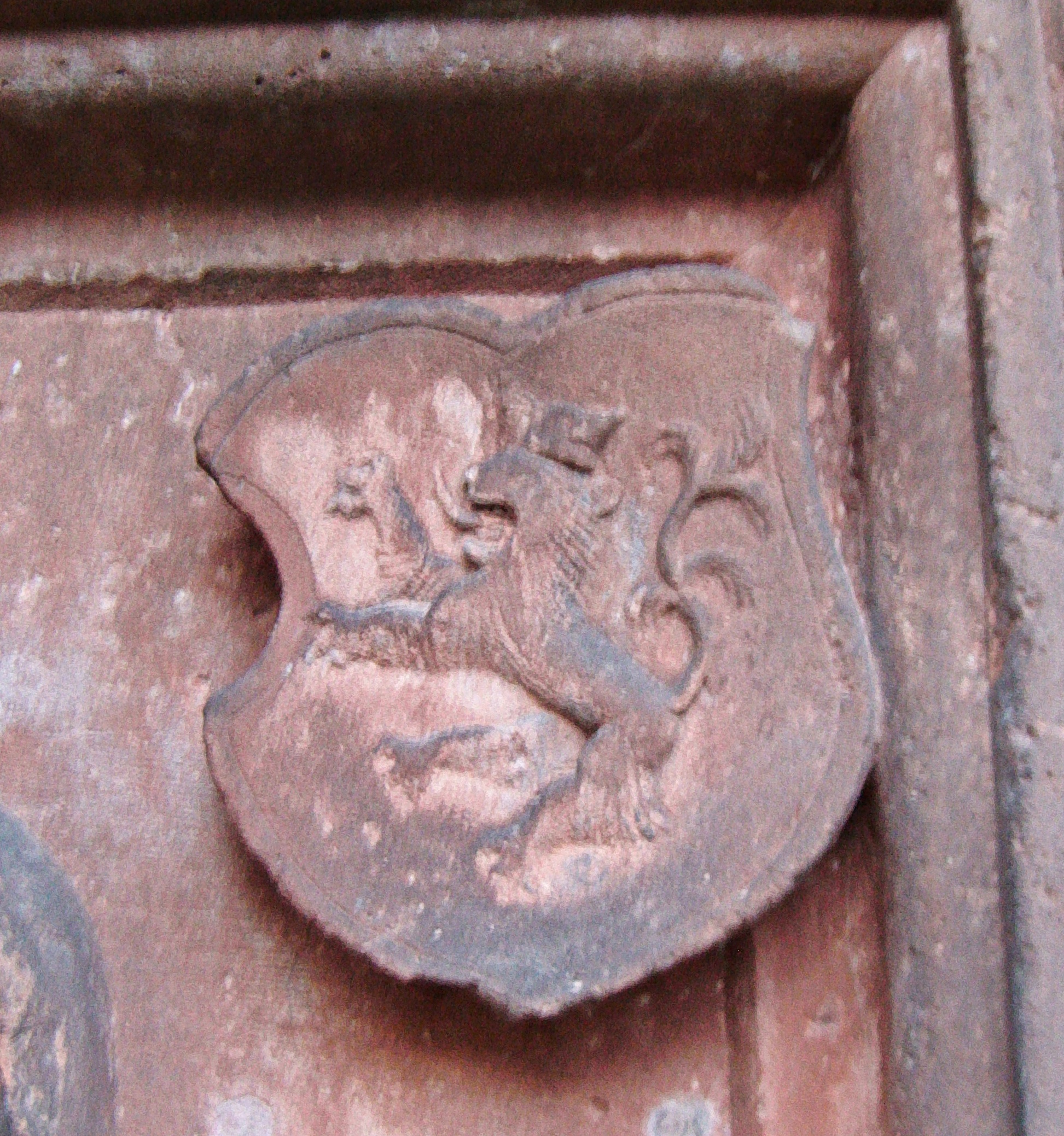
Wappen der Herren von Oberstein, vom Grabmal der Äbtissin Barbara von Heppenheim genannt vom Saal († 1567), Kloster Rosenthal (Pfalz)
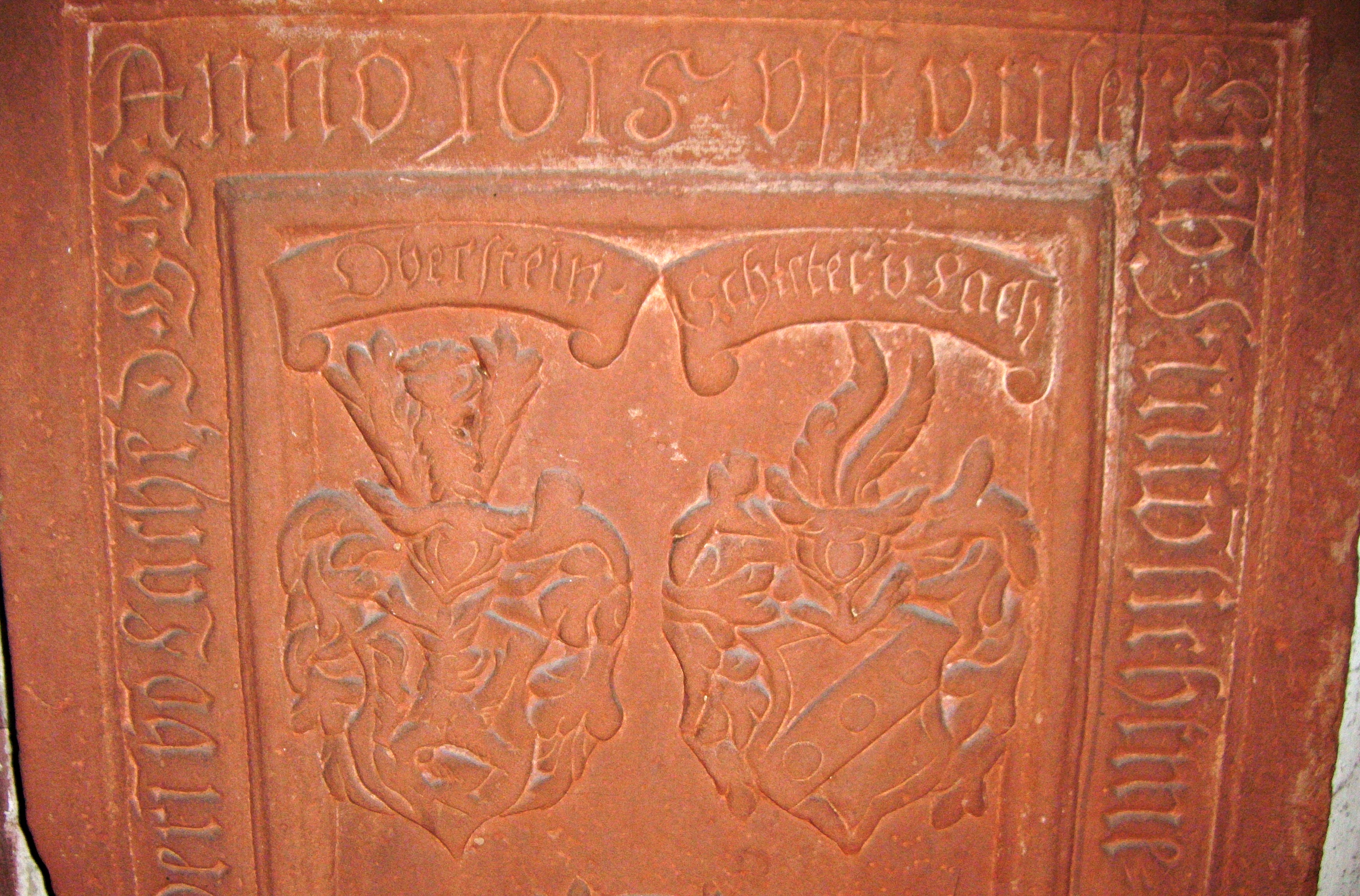
Wappen Oberstein (links), Schliederer von Lachen (rechts), von Grabplatte der Rosina von Oberstein geb. Schliederer von Lachen, Liebfrauenkirche Worms